# Vaccinium cruentum
Vaccinium cruentum är en ljungväxtart som beskrevs av Herman Otto Sleumer. Vaccinium cruentum ingår i Blåbärssläktet, och familjen ljungväxter. Inga underarter finns listade i Catalogue of Life.